# Spittal an der Drau (stad)

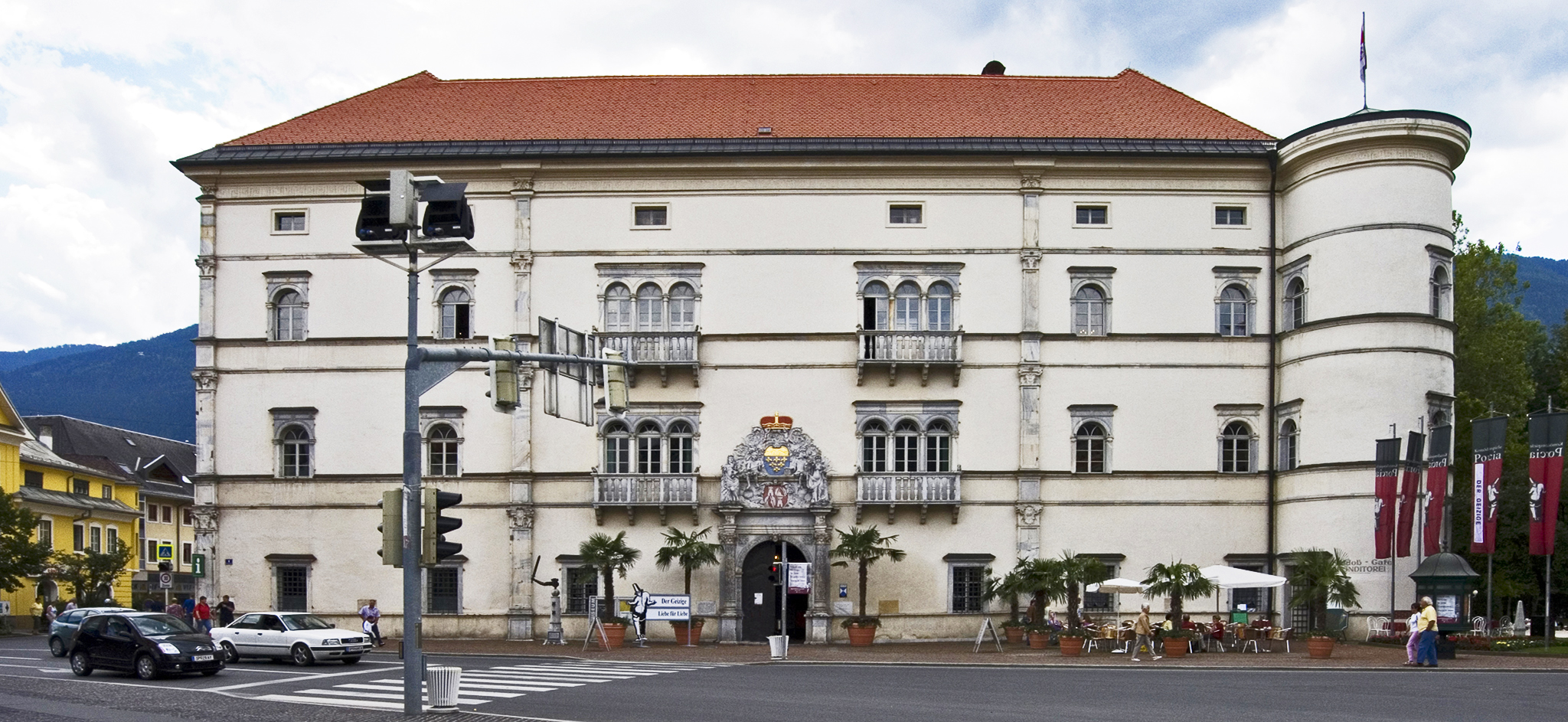
Het renaissanceslot Porcia

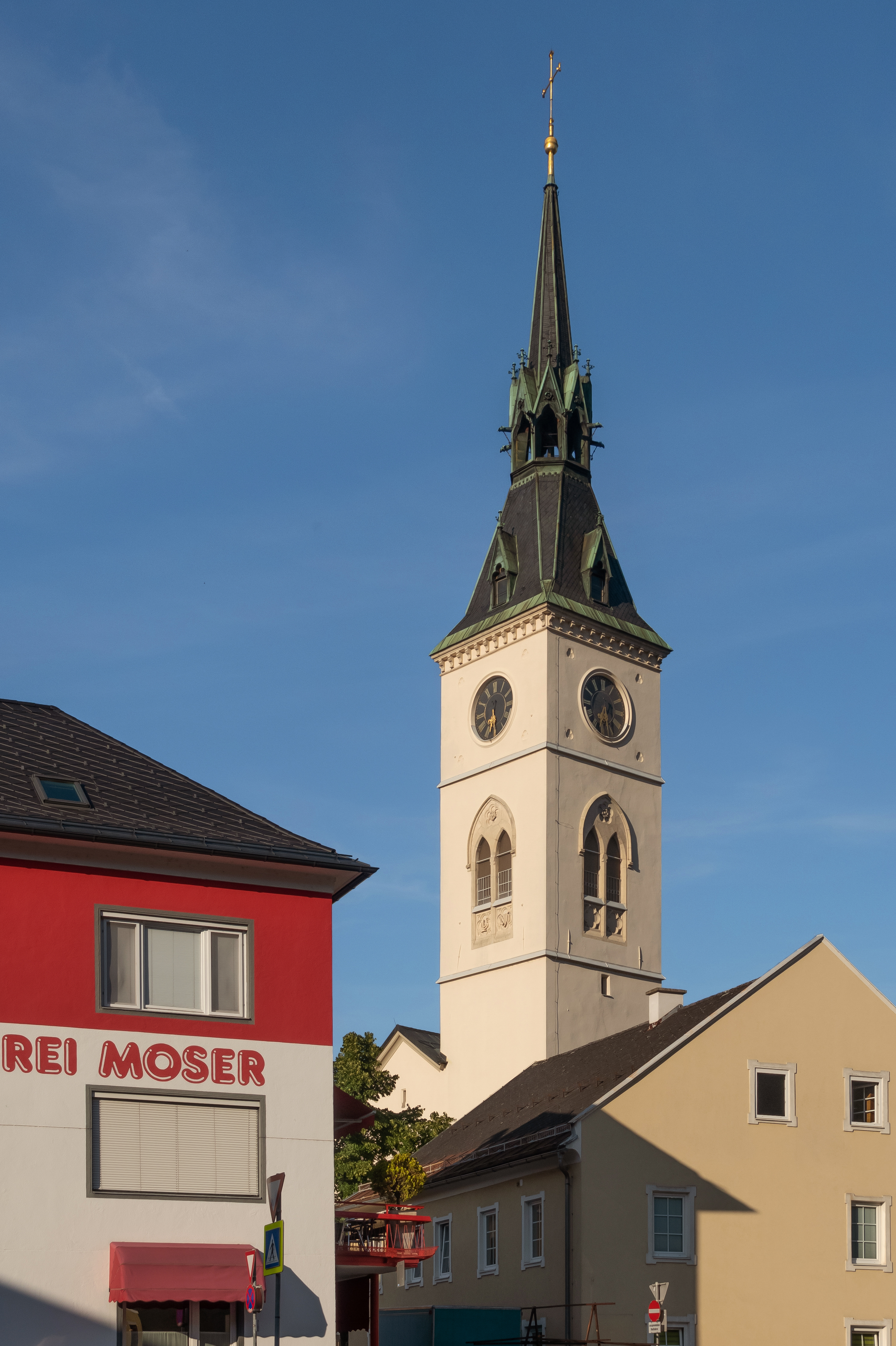
Kerktoren (Pfarrkirche Maria Verkündigung)

Spittal an der Drau is een stad in de Oostenrijkse deelstaat Karinthië, gelegen in het gelijknamige district. De gemeente heeft ongeveer 16.000 inwoners en is daarmee de vierde in Karinthië. Spittal ligt aan de Lieser, die even voorbij het centrum uitmondt in de Drau. De stad (sinds 1930) dankt haar naam aan een in 1191 op deze plaats gesticht pelgrimshospitaal.
Het opvallendste gebouw in Spittal an der Drau is het slot Porcia (1533-1598). Het is een van de belangrijkste renaissancegebouwen in Oostenrijk. Er zijn een volkskunstmuseum en een hotel in ondergebracht.
Spittal an der Drau vormt het zuidelijke eindpunt van de Tauernspoorlijn.

## Partnersteden
Löhne, in de Duitse deelstaat Noordrijn-Westfalen, gelegen in het district Herford, sinds 1973.
Porcia, in de Italiaanse provincie Pordenone (regio Friuli-Venezia Giulia), sinds 1987.
Pordenone (stad), in de Italiaanse regio Friuli-Venezia Giulia, hoofdstad van de gelijknamige provincie Pordenone, sinds 1987.

## Geboren
- Thomas Morgenstern (1986), schansspringer
- Katharina Naschenweng (1997), voetbalster
- Esther Graf (1998), zangeres en model

Bad Kleinkirchheim · Baldramsdorf · Berg im Drautal · Dellach im Drautal · Flattach · Gmünd in Kärnten · Greifenburg · Großkirchheim · Heiligenblut am Großglockner · Irschen · Kleblach-Lind · Krems in Kärnten · Lendorf im Drautal · Lurnfeld · Mallnitz · Malta in Kärnten · Millstatt am See · Mörtschach · Mühldorf · Oberdrauburg · Obervellach · Radenthein · Rangersdorf · Reißeck · Rennweg am Katschberg · Sachsenburg · Seeboden am Millstätter See · Spittal an der Drau (stad) · Stall · Steinfeld · Trebesing · Weissensee · Winklern
- Bibliothèque nationale de France: cb11969756t (data)
- Gemeinsame Normdatei: 4105484-2
- Library of Congress Control Number: n92060323
- MusicBrainz: e860ca38-afd6-482c-9026-d744d828ed08
- Nationale Bibliotheek van Tsjechië: ge327515
- Nationale Bibliotheek van Israël: 987007530973805171
- Virtual International Authority File: 137348215
- WorldCat: E39PBJyhccXW4dDbQvxXvQtBT3